# Axtell (Kansas)
Pour les articles homonymes, voir Axtell.
Axtell est une municipalité américaine située dans le comté de Marshall au Kansas.

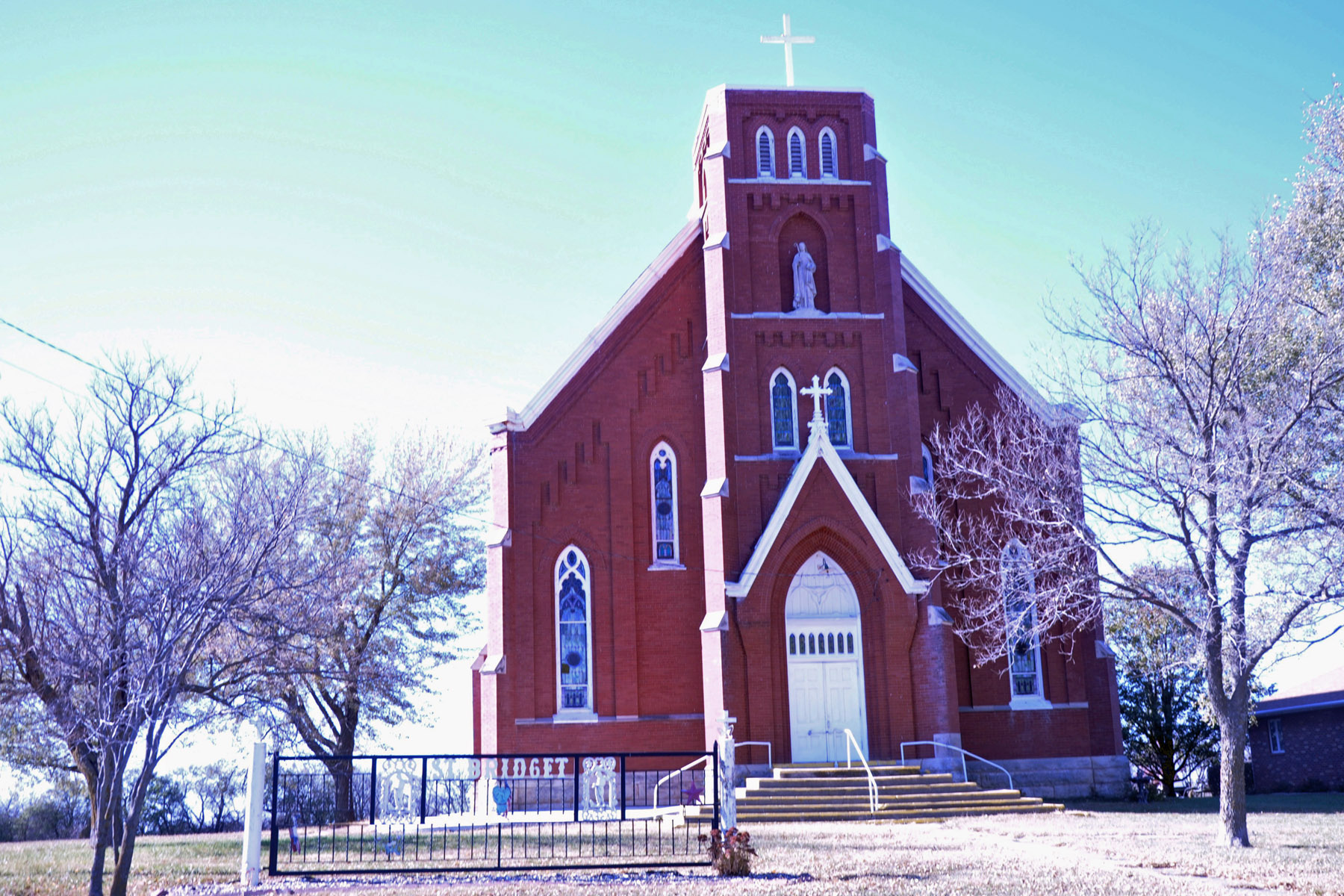
Église Ste Bridget (2020)

Lors du recensement de 2010, sa population est de 406 habitants. La municipalité s'étend alors sur une superficie de 0,52 mille carré (1,35 km2).
La localité est fondée en 1872 par le St. Joseph and Grand Island Railroad. Elle est nommée en l'honneur de Jesse Axtell, un dirigeant du chemin de fer,.